# Ekonomická teorie
Ekonomická teorie je jedna ze součástí ekonomické vědy. Odpovídá druhé etapě provádění této disciplíny podle Raymonda Barre.
Ekonomická teorie neposkytuje žádný souhrn tvořený ihned použitelnými závěry pro definování politik. Spíše než o doktrínu se jedná o metodu, o sadu rozumových nástrojů, které jejich držitelům pomáhají vyvozovat správné závěry.

## Fáze ekonomického výzkumu
Ekonomická věda znamená pečlivý přístup, který je rozdělen do čtyř po sobě jdoucích etap:
- Ekonomické pozorování
- Ekonomická analýza
- Formulování hospodářské politiky
- Formulace pravidel optimálního využití ekonomických zdrojů a podmínek realizace blahobytu

Druhá etapa se snaží o zorganizování skutečností z hlediska uniformity a pravidelnosti, které charakterizují lidské chování. Ekonomická teorie či analýza má za úkol vytvářet koncepty, vyhledávat determinanty, účinky jevů, ozřejmit obecné a stálé vztahy, které se mezi s sebou ustavují, z reality abstrahovat zjednodušené vysvětlení fungování ekonomiky. Ekonomická teorie vytváří logické systémy, které představují explikativní schémata ekonomické reality.